# Labirinto membranoso
Il labirinto membranoso è un insieme di camere e tubi riempiti di liquido (chiamato endolinfa) che contengono i recettori per i sensi di equilibrio e udito.

## Struttura
Si trova all'interno del labirinto osseo, nell'orecchio interno, e ha grossomodo la sua stessa forma, seppur notevolmente più in piccolo.
Le pareti del labirinto membranoso sono allineati con le distribuzioni del nervo cocleare, uno dei due rami del nervo vestibolococleare.
All'interno del vestibolo, il labirinto membranoso non ha la forma del labirinto osseo, ma è costituito da due sacche membranose, l'utricolo e il sacculo.